# Megalopta atra
Megalopta atra är en biart som beskrevs av Engel 2006. Megalopta atra ingår i släktet Megalopta och familjen vägbin. Inga underarter finns listade i Catalogue of Life.